# N34 (Togo)
Die N34 ist eine Fernstraße in Togo, die in Lomé an der Ausfahrt der N1 beginnt und in Anfoin an der Zufahrt zu der N4 endet. Sie ist 63 Kilometer lang.